# Elvira Madigan
Elvira Madigan (született: Hedvig Antoinette Isabella Eleonore Jensen), (Flensburg, 1867. december 4. – Tåsinge, 1889. július 19.) dán artista, akit halhatatlanná tett egy „pengős regény”, amit Johan Lindström Saxon írt „Sorgeliga saker hända” (Szomorú dolgok történnek) címmel, és amit gyakran csak így emlegetnek: „Elvira Madigan”.

## Életrajz

### Gyerekkora és az első évek a cirkuszban
Hedvig anyja, a norvég artista Eleonora Cecilie Christine Marie Olsen 17 évesen szülte a gyermeket, kinek apja a dán istállómester Frederich Jensen volt.
Hedvig élete nagy részében Dániában nőtt fel, de később anyja kapcsolatba lépett egy amerikai cirkuszigazgatóval, John Madigannal. Hedvig 9 évesen kezdett fellépni a cirkuszban kötéltáncosként, közösen egy kicsivel idősebb lánnyal, akit Gisellanak hívtak. A műsorban úgy szerepeltek mint a ’Madigan nővérek – A levegő lányai’ és nagy feltűnést keltettek. Később Hedvig műlovarnőként is fellépett. A cirkusznak óriási sikere volt, bejárta egész Európát, felléptek többek között Párizsban, Londonban, Berlinben, Brüsszelben, Amszterdamban és eljutottak egészen Odesszáig. Amikor a cirkusz 1888-ban a koppenhágai Tivoliban adott előadást, IX. Krisztián királyt annyira lenyűgözték a lányok, hogy egy-egy arany keresztet ajándékozott nekik.

### Kapcsolata Sixten Sparreval és a haláluk
Amikor a cirkusz Kristianstadba látogatott, Elvira megismerkedett a Királyi Skånei Lovasezred hadnagyával, Sixten Sparreval, aki szabadidejében független újságíróként is tevékenykedett, s  akit a helyi újság küldött riportot készíteni a cirkuszról.
Egymásba szerettek. A hadnagy nős volt és két gyerek apja. Titokban találkozgattak, és amikor a cirkusz tovább állt, szenvedélyes levelezésbe kezdtek. Hedvig anyja és mostohaapja minden tőlük telhetőt megtettek, hogy véget vessenek a kapcsolatuknak, sikertelenül. 1889. június 22-én a cirkusz Sundsvallba érkezett. Itt Hedvig kapott egy levelet Sixtentől, amiben az állt, hogy feleségétől elvált és várja őt Bollnäsben az állomáson. Egy és fél évre az első találkozásuk után, a szerelmesek megszöktek, Svendborgba, Fyn szigetére. 1889. július 15-én a Bergman Cirkusz Svendborgba látogatott és a pár attól tartva, hogy felismerik őket, továbbment Troensebe, Tåsinge szigetére, ahol egy panzióban laktak, amíg a pénzük tartott. Sixten levélben pénzt kért a családjától, amit nem kapott meg, mert már több adóssága volt korábbi kilengései miatt. Pénz és kilátások nélkül nem láttak más kiutat, mint az öngyilkosságot. Sixtent körözték, mint katonaszökevényt, Elvira pedig megszökött a cirkuszból, ahol ő volt a legnagyobb attrakció.

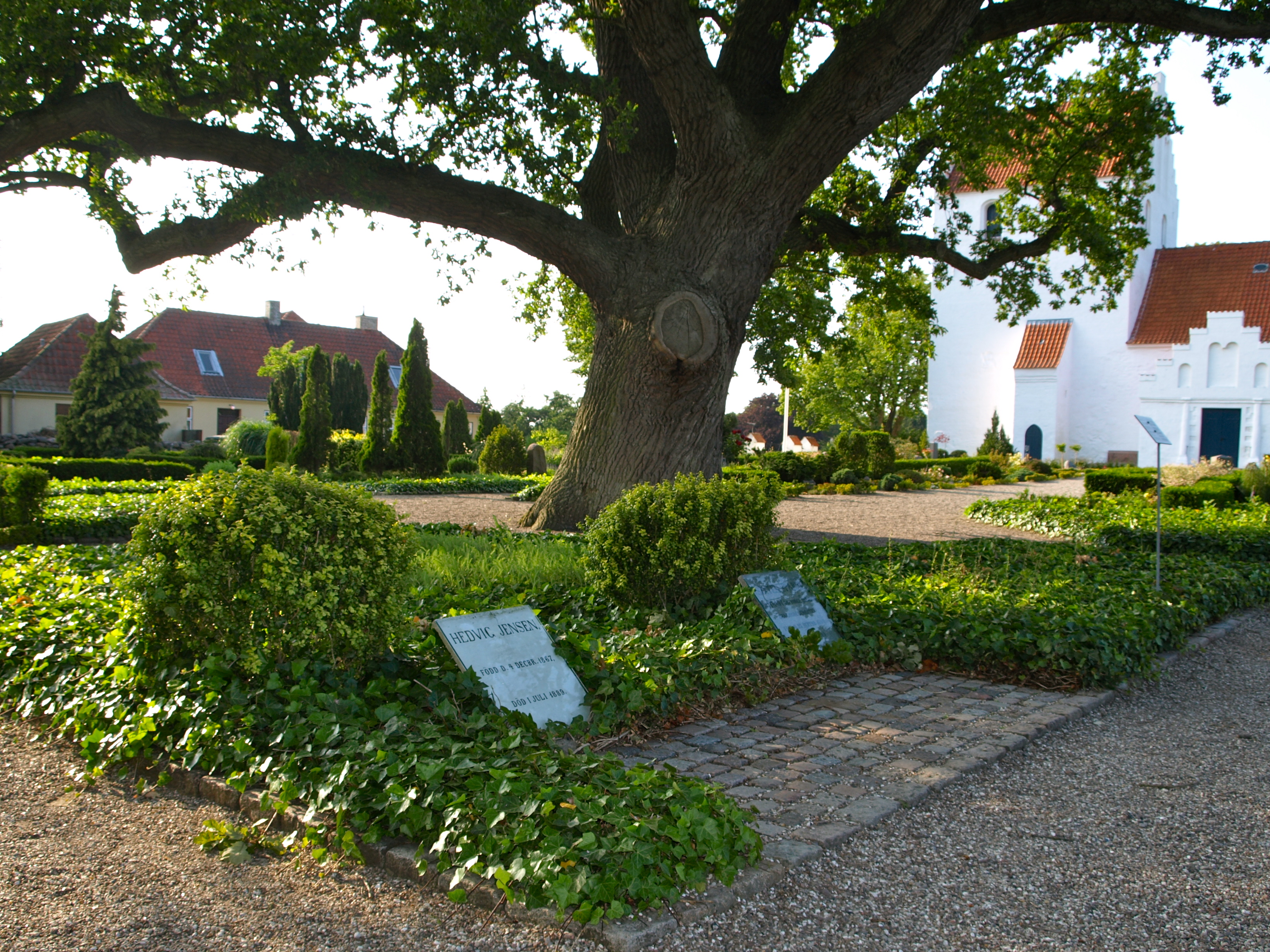
Elvira Madigan és Sixten Sparre sírja (1999-2002)

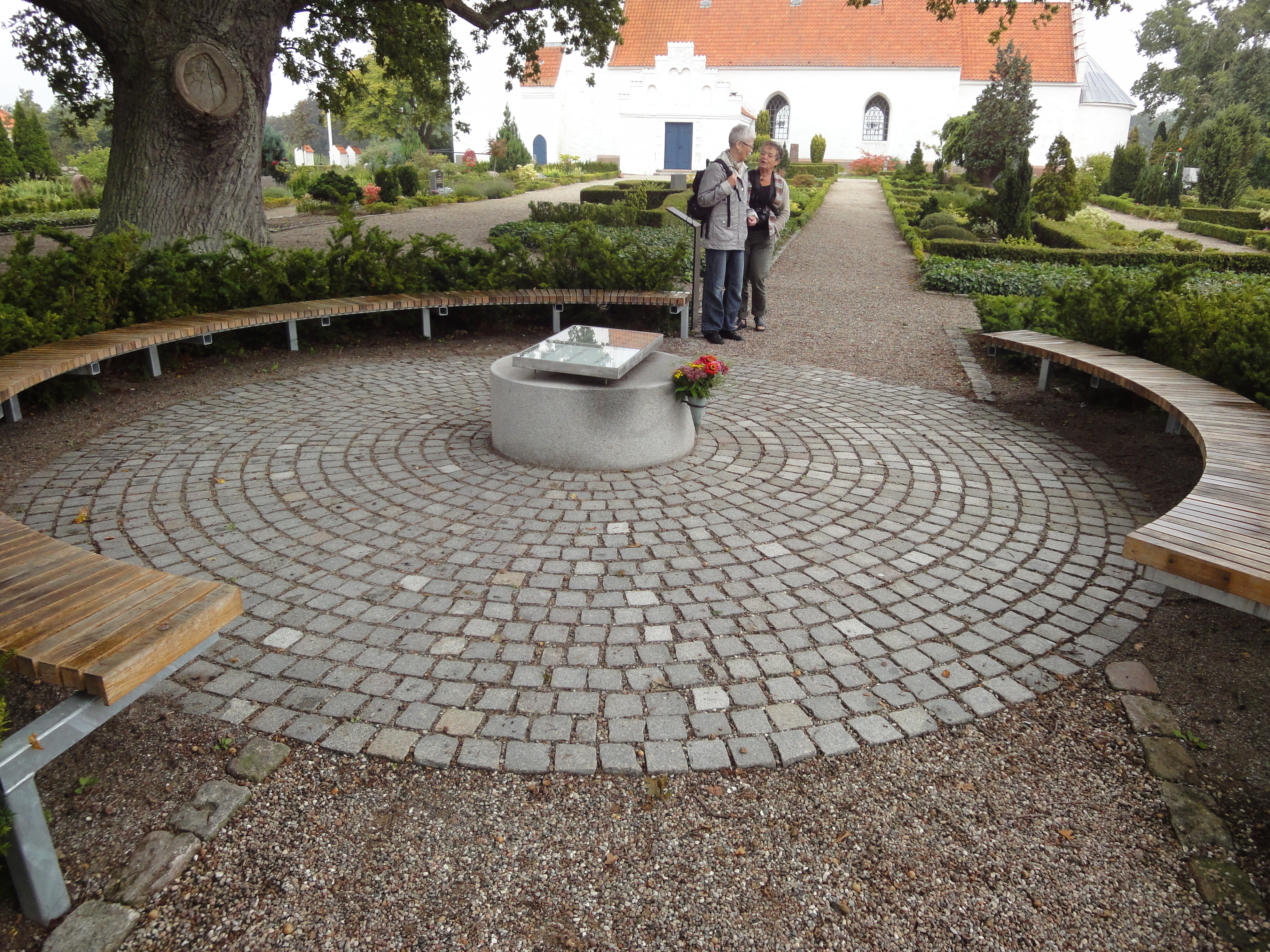
Elvira Madigan és Sixten Sparre sírja (2003-tól)

Az, hogy egy nemesi családból származó hadnagy elváljon feleségétől és elvegyen egy kötéltáncost, elképzelhetetlen volt. Úgy mentek el a panzióból, hogy erdei kirándulást tesznek, még piknikkosarat is vittek magukkal. Kimentek a Nørreskov nevű erdőhöz, ahol Sixten először lelőtte Hedviget, utána végzett saját magával. Ez 1889. július 20-án történt, Sixten 34 éves, Elvira 21 éves volt.
Mindkettőjüket Landet templomkertjébe temették el 12 napra rá. A két eredeti sírkő különböző színű volt, Hedvigé fehér, Sixtené fekete. Ezeket a 75. évfordulón (1964) cserélték ki egy nagy sírkőre, amelyen Hedvig művésznevét is feltüntették. 1999-ben helyreállították az eredeti sírköveket, de akkor kelet felé fordítva. A sírhelyüket 2013-ban teljesen átalakították. Az út, ahol a Landet templom van, az Elvira Madigan nevet kapta. Sixten fia szintén katonatiszt lett és a leszármazottjai ma is élnek. Az özvegye még 23 évet élt, egyedül.

## A művészetben
A történetet háromszor is megfilmesítették. Először 1943-ban készült svéd film róla Åke Ohberg rendezésében és Eva Henninggel a címszerepben. A második svéd film, Bo Widerberg
rendezésében és Pia Degermark főszereplésével 1967-ben készült és ez tette közismertté Elvira Madigant. A harmadik, egy dán film, ugyanabban az évben készült Poul Erik Møller Pedersen rendezésében és Anne Mette Michaelsennel a címszerepben.
A Widerberg rendezte film kísérőzenéjeként használt Mozart:  21. C-dúr zongoraverseny második (Andante) tételére ráragadt az Elvira Madigan elnevezés.
Azóta sokan slágerként adják elő; a Komeda svéd popzenekar (Komeda: Elvira Madigan), a Mr. Fox angol  folk-rock együttes (Mr. Fox: Elvira Madigan), Francis Goya belga gitáros (Francis Goya: Elvira Madigan), Richard Clayderman francia zongorista (Richard Clayderman: Elvira Madigan), stb.
Több költő és zenész is felhasználta, feldolgozta a témát.

## Fordítás
- Ez a szócikk részben vagy egészben  az   Elvira Madigan című svéd Wikipédia-szócikk fordításán alapul.  Az eredeti cikk szerkesztőit annak laptörténete sorolja fel. Ez a jelzés csupán a megfogalmazás eredetét és a szerzői jogokat jelzi, nem szolgál a cikkben szereplő információk forrásmegjelöléseként.
- Ez a szócikk részben vagy egészben  az   Elvira Madigan című dán Wikipédia-szócikk fordításán alapul.  Az eredeti cikk szerkesztőit annak laptörténete sorolja fel. Ez a jelzés csupán a megfogalmazás eredetét és a szerzői jogokat jelzi, nem szolgál a cikkben szereplő információk forrásmegjelöléseként.